# مببرشل (بيدفوردشير)
مببرشل (بالإنجليزية: Meppershall)‏ هي قرية و أبرشية مدنية تقع في المملكة المتحدة في إنجلترا. يقدر عدد سكانها بـ 1,810 نسمة .